# Џун Тенорио
Џун Тенорио (енгл. Juhn Tenorio; 2. јун 2004) северномаријански је пливач чија ужа специјалност су трке леђним стилом. 

## Спортска каријера
Прво велико међународно такмичење на коме је Тенорио наступио је било светско сениорско првенство у великим базенима у корејском Квангџуу 2019, где се такмичио у три дисциплине. Пливао је у квалифкационим тркама на 50 леђно и 100 леђно које је окончао на 63, односно 61. месту, а пливао је и за микс штафету  4×100 мешовито која је у квалификацијама заузела претпоследње 35. место.